# Historia de Sicilia

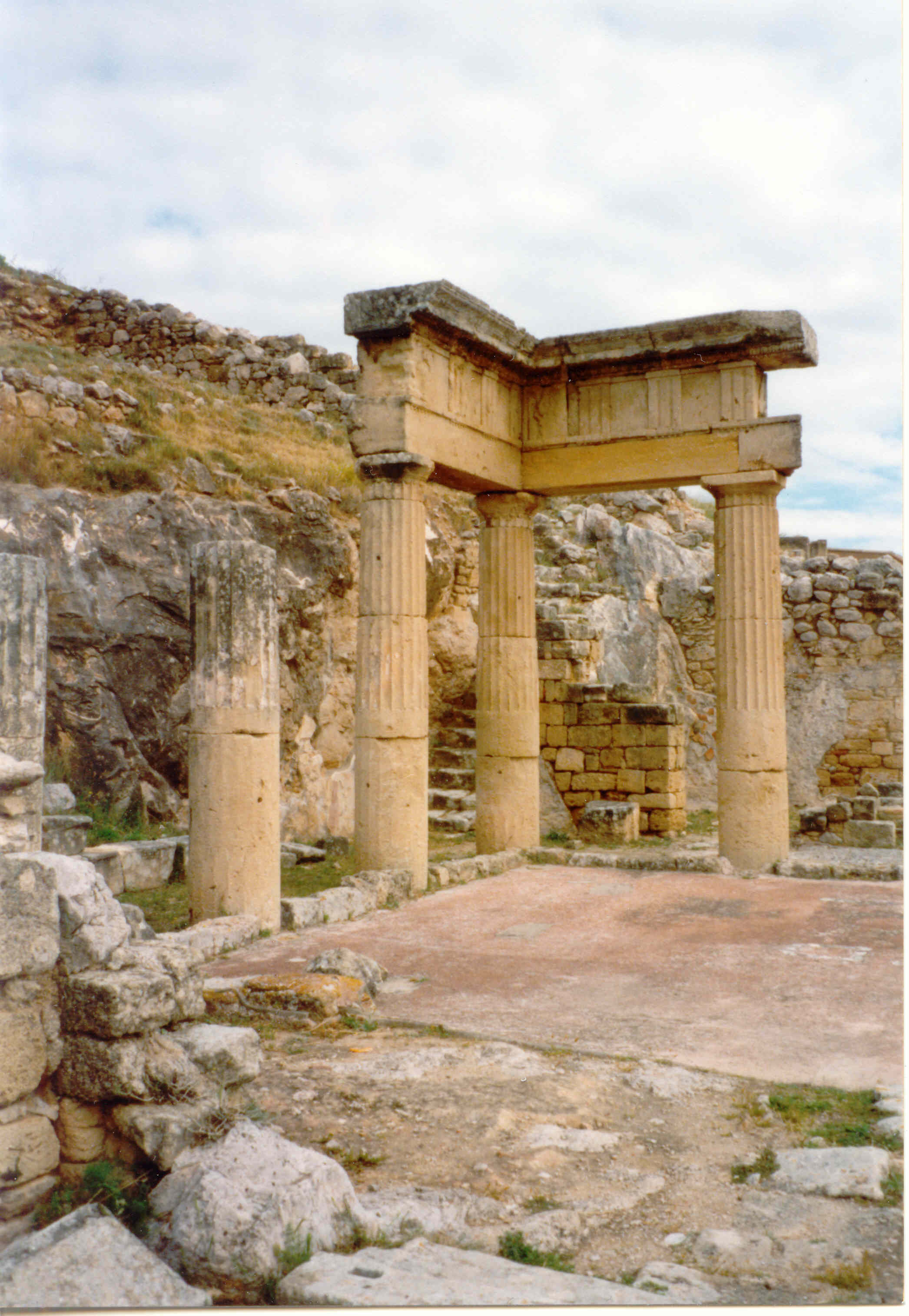
Ruinas de un templo en Solunte.

La historia de Sicilia ha visto a esta isla del Mediterráneo, actual región de Italia, controlada normalmente por grandes potencias—Roma, vándalos, bizantinos, sarracenos, los Hohenstaufen, los aragoneses, los españoles—pero también experimentó breves períodos de independencia, como bajo los griegos y más tarde como el Emirato y luego Reino de Sicilia. Aunque actualmente forma parte de la República Italiana, mantiene su propia cultura diferenciada. 
Sicilia es tanto la mayor región del moderno estado italiano como la mayor isla del mar Mediterráneo. Su ubicación central y sus recursos naturales le aseguraron una posición estratégica crucial debido en gran medida a su importancia para las rutas comerciales mediterráneas. Por ejemplo, la zona fue en gran medida considerada como parte de la Magna Graecia, con Cicerón describiendo Siracusa como la ciudad más grande y bella de toda la Antigua Grecia.
La historia económica de la Sicilia rural se centró en su "economía de latifundio" causada por la centralidad de grandes fincas, originalmente feudales, usadas para el cultivo de cereales y ganadería que se desarrolló en el siglo XIV y que persistieron hasta la Segunda Guerra Mundial. 
A veces la isla ha estado en el corazón de grandes civilizaciones, en otros tiempos no ha sido más que un lugar colonial sin desarrollo o progreso propios. Su fortuna ha variado a menudo dependiendo de acontecimientos que los sicilianos no podían controlar, en tiempos antiguos un polo de atracción para los inmigrantes, en tiempos posteriores tierra de emigrantes. Sicilia es parte del Mezzogiorno (Italia meridional, incluyendo Sicilia y a menudo Cerdeña), una región usualmente caracterizada por una economía predominantemente agraria, tenencia de tierra casi feudal, marcadas diferencias de clase, y las vendettas y actividades criminales de la Camorra en Nápoles y la Mafia en Sicilia.

## Prehistoria

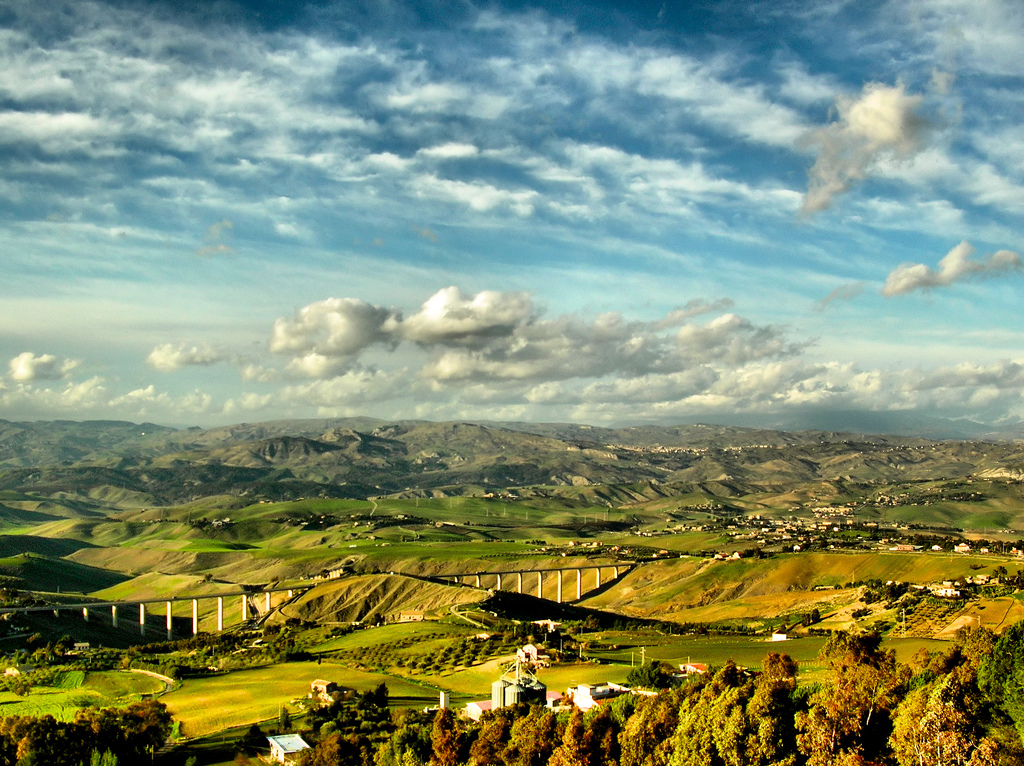
El interior ondulado alrededor de Caltanissetta, en la Sicilia central.

La isla de Sicilia ha estado habitada desde la Prehistoria. De la época del Paleolítico quedan restos en el litoral septentrional (Trápani), y del neolítico en lugares como Termini Imerese. Los habitantes originarios de Sicilia fueron tres grupos definidos de los pueblos antiguos de Italia. Los más prominentes y de lejos los más antiguos fueron los sicanos, de cultura neolítica, que habitaron la isla en el III milenio a. C. Según Tucídides llegaron desde la península ibérica (quizás Cataluña). Importante evidencia histórica ha sido descubierta en forma de dibujos en cavernas de los sicanos, que datan del final del Pleistoceno, alrededor del año 8000 a. C. La llegada de los primeros humanos es correlativa a la extinción del hipopótamo enano y elefante enano. Los élimos, que se cree que provenían del mar Egeo fueron la siguiente tribu que emigró para unirse a los sicanos en Sicilia.
Aunque no hay evidencia de ninguna guerra entre tribus, cuando los élimos se asentaron en la esquina noroeste de la isla, los sicanos se trasladaron hacia el este. Desde la Italia continental, que se cree que originariamente eran ligures vinieron los sículos, que dominaban ya el cobre en el 1200 a. C.; forzaron a los sicanos que se trasladaran asentándose en el centro de la isla. Otros grupos itálicos que se asentaron en Sicilia fueron los ausones (Islas Eolias, Milazzo) y los morgetes (Morgantina). Hay muchos estudios de registros genéticos que muestran habitantes de varias partes de la cuenca mediterránea mezcladas con los más antiguos habitantes de Sicilia. Entre ellos estaban los egipcios, los fenicios y los íberos.

## Antigüedad clásica

Pueblos prerromanos de Sicilia: elimios (elymiī), sicanos (sicānī) y sículos (siculī).

En la época de las colonizaciones, fue ocupada por fenicios (siglo IX a. C.). Palermo es un nombre de origen fenicio.
En el siglo siguiente, los griegos empezaron a colonizar Sicilia (Sikelia), estableciendo muchos asentamientos importantes. La colonia más importante fue Siracusa (733 a. C.); otras significativas fueron Akragas, Gela, Himera, Selinunte, Zancle y Catania (siglo VII a. C.). Los nativos sicanos y sículos fueron absorbidos por la cultura helénica con relativa facilidad, y la zona formó parte de la Magna Graecia junto con el resto de la Italia meridional, que los griegos también colonizaron. Sicilia fue muy fértil, y la introducción de olivos y vides florecieron, creando con ello un intenso y provechoso comercio; una parte significativa de la cultura griega en la isla fue la de religión griega y se construyeron muchos templos por toda Sicilia, como en el Valle de los Templos en Agrigento.

Mapa de algunas de las ciudades de Sicilia en la Antigüedad.

La política de la isla estaba entrelazada con la de Grecia; Siracusa fue objeto de deseo de los atenienses, quienes durante la guerra del Peloponeso emprendieron la expedición a Sicilia. Siracusa ganó Esparta y Corinto como aliados, y como resultado de ello la expedición ateniense fue derrotada. Los barcos y el ejército ateniense fueron destruidos, con casi todos los supervivientes vendidos como esclavos.
En el siglo V a. C. empezó la penetración cartaginesa en la isla. Mientras la Siracusa griega controlaba gran parte de Sicilia, hubo unas pocas colonias cartaginesas en el extremo oeste de la isla. Los tiranos de Siracusa, como Dionisio el Viejo, Dionisio el Joven o Dion, y el déspota benévolo Timoleón convirtieron a Sicilia en un próspero imperio propio, hasta el punto de que Siracusa llegó a ser una de las ciudades más importantes de toda Grecia. 

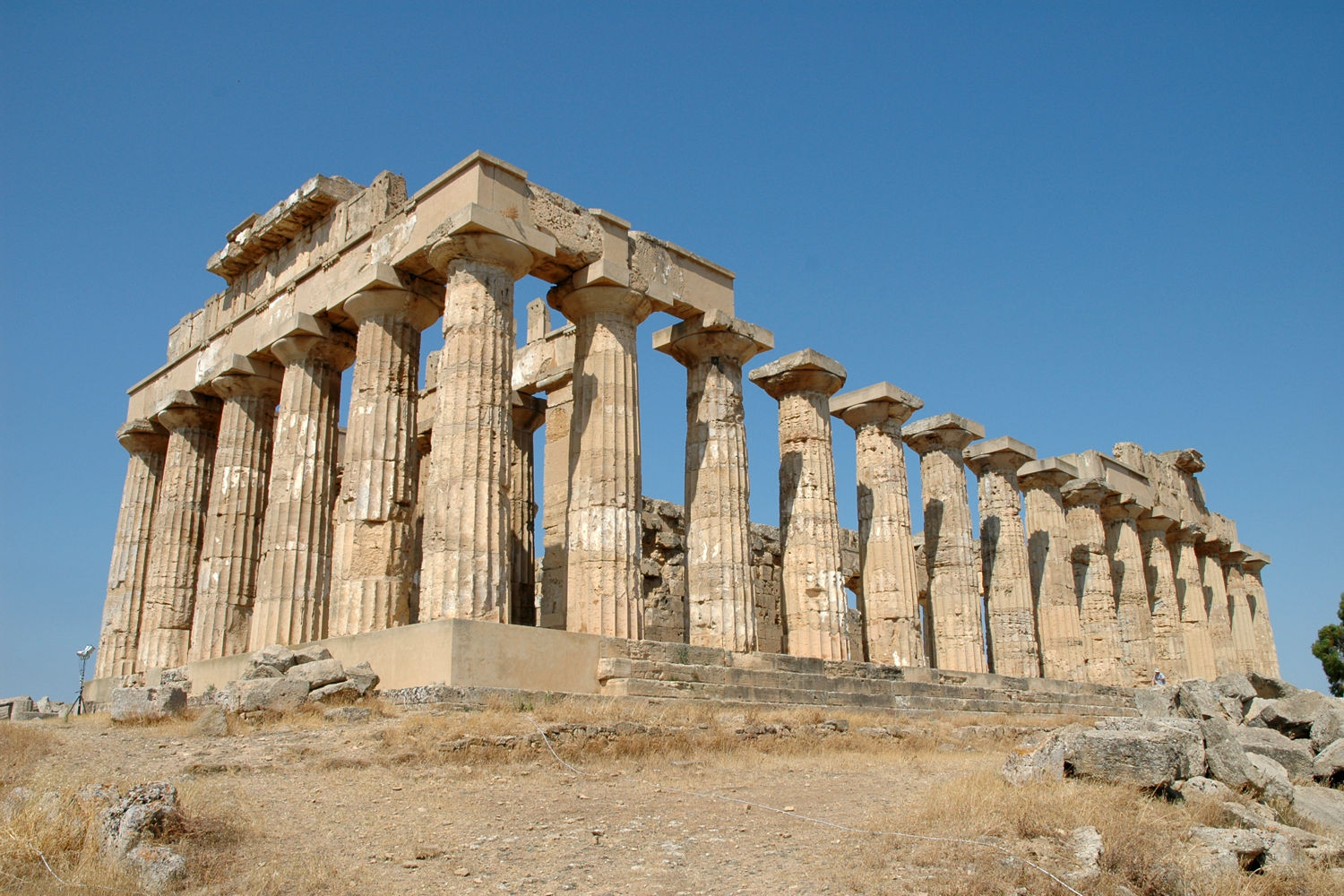
Templo griego en Selinunte

Cuando las dos culturas, griega y cartaginesa, empezaron a chocar, estallaron las guerras púnico-griegas, las más largas de la antigüedad. Grecia firmó la paz con la República Romana en 262 a. C. y los romanos buscaron anexionarse Sicilia como su primera provincia del imperio. Roma intervino en la primera guerra púnica, aplastando a Cartago de manera que en 242 a. C. Sicilia se había convertido en la primera provincia romana fuera de la península Italiana. No obstante, Siracusa consiguió mantenerse independiente (241 a. C.). 
Sin embargo, durante la segunda guerra púnica, Sicilia se alió con Cartago, por lo que los romanos la conquistaron militarmente en 212 a. C., pese a los intentos del famoso inventor Arquímedes por defenderla. Los cartagineses fracasaron en su intento de arrebatar Sicilia a los romanos y esta vez Roma fue incluso más implacable en la aniquilación de los invasores; durante el año 210 a. C. el cónsul romano M. Valeriano, dijo al Senado romano que "no quedan cartagineses en Sicilia".

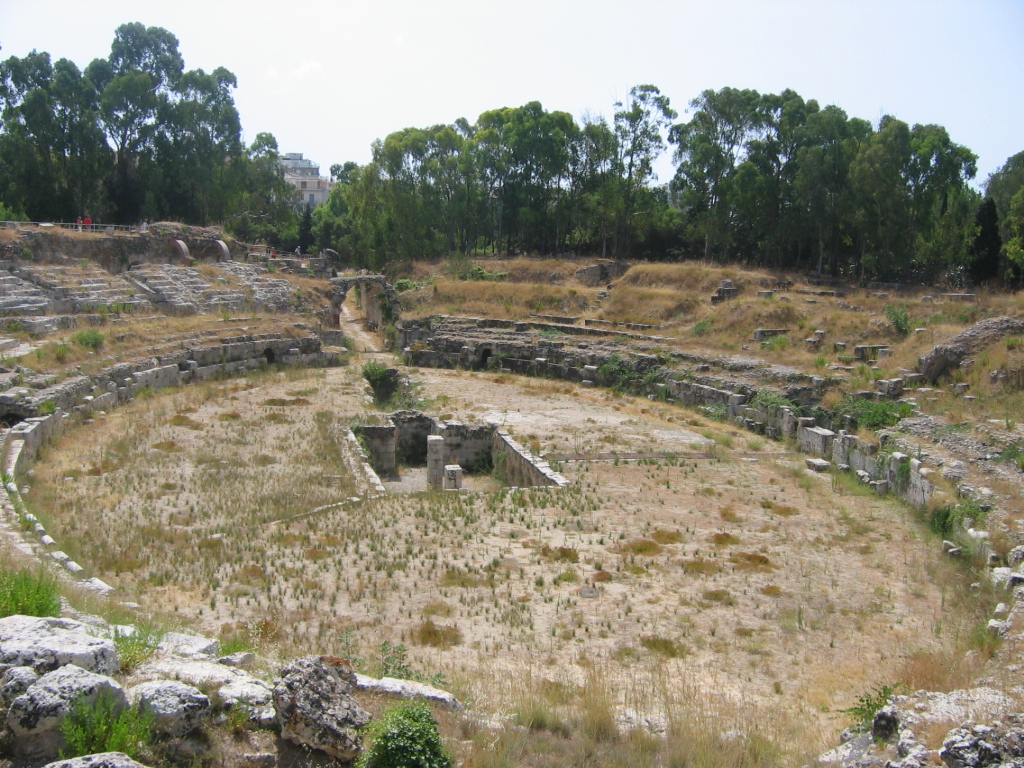
El anfiteatro romano de Siracusa.

Después de la conquista, Sicilia fue reducida a provincia romana, productora de cereal, considerada el granero de Roma. Por este motivo revestía gran importancia para los romanos. Fue dividida en dos cuestorados: Siracusa al este y Lilibeo al oeste. Cuando Verres se convirtió en gobernador de Sicilia, el pueblo en el pasado próspero y contento, entró en abrupto declive, en 70 a. C. la destacada figura Cicerón condenó el desgobierno de Verres en su discurso In Verrem. Aunque bajo Augusto se hizo algún intento de introducir el latín en la isla, a Sicilia se le permitió seguir siendo griega en un sentido cultural, más que una completa romanización cultural.
La isla se usó como base de poder numerosas veces, ocupada por rebeliones de esclavos durante la primera y segunda guerras serviles, y por Sexto Pompeyo durante la revuelta siciliana. El cristianismo apareció por vez primera en Sicilia durante los años posteriores al año 200; desde entonces hasta el año 313 cuando Constantino el Grande finalmente levantó la prohibición sobre el cristianismo, un número significativo de sicilianos se convirtieron en mártires como Águeda, Cristina, Lucía, Euplio y muchos más. El cristianismo creció rápidamente en Sicilia durante los siguientes dos siglos. El período de historia cuando Sicilia fue una provincia romana duró alrededor de 700 años en total.

## Edad Media

### Alta Edad Media

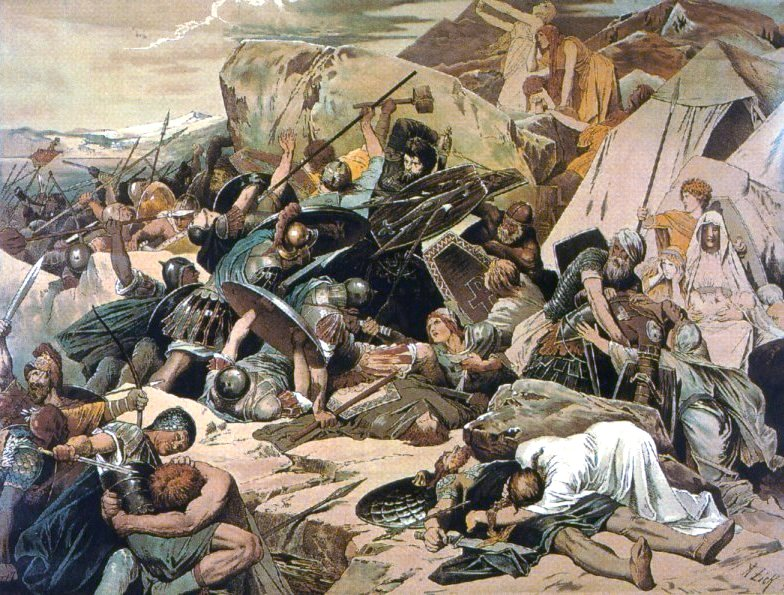
Representación de la guerra gótica.

Con la caída del Imperio romano de Occidente, una serie de pueblos germánicos se sucedieron en la isla: primero la ocuparon y saquearon los vándalos (439-468) bajo el gobierno de su rey Genserico. Los vándalos habían invadido ya partes de Galia e Hispania, insertándose ellos como un importante poder en la Europa occidental. También los hérulos (476) pasaron por Sicilia. Finalmente los ostrogodos (491) dominaron la isla sustituyendo a los vándalos. La conquista ostrogoda de Sicilia (e Italia en su conjunto) bajo Teodorico el Grande comenzó en 488; aunque los godos eran germánicos, Teodorico buscó revivir la cultura romana y su gobierno y permitieron la libertad religiosa.
En el siglo VI, la guerra gótica tuvo lugar entre los ostrogodos y el Imperio romano de Oriente. Sicilia fue la primera parte de Italia que tomó el general Belisario, por encargo del emperador de Oriente Justiniano I, esta campaña formaba parte de un ambicioso proyecto de restauración de todo el Imperio romano, uniendo las mitades oriental y occidental. Sicilia fue usada como base para que los bizantinos reconquistasen el resto de Italia, con Nápoles, Roma, Milán y la capital ostrogoda Rávena cayendo en el plazo de cinco años. En 535, el emperador Justiniano I hizo de Sicilia una provincia bizantina, y por segunda vez en la historia siciliana, el idioma griego se convirtió en un sonido familiar por toda la isla. Sin embargo, un nuevo rey ostrogodo Totila, recorrió la península Italiana, saqueando y conquistando Sicilia en el año 550. Totila, a su vez, fue derrotado y muerto en la batalla de Tagina por el general bizantino Narsés en 552. Sicilia fue bizantina durante medio milenio. Conforme fue debilitándose el Imperio bizantino, Sicilia fue invadida por fuerzas árabes del califa Uthman en 652. Los árabes fracasaron a la hora de establecer ganancias permanentes y volvieron a Siria después de reunir parte del botín. El emperador bizantino Constante II decidió trasladar la capital de Constantinopla a Siracusa en Sicilia durante 660, al año siguiente lanzó un asalto desde Sicilia contra el ducado de Benevento lombardo, que entonces ocuparon la mayor parte de la Italia meridional. Los rumores de que se iba a trasladar la capital del imperio a Siracusa, probablemente le costó a Constante su vida y fue asesinado en 668. Su hijo Constantino IV lo sucedió, una breve usurpación en Sicilia por Mececio fue rápidamente reprimida por el nuevo emperador. Relatos contemporáneos de que el idioma griego se hablaba ampliamente en la isla durante aquella época.

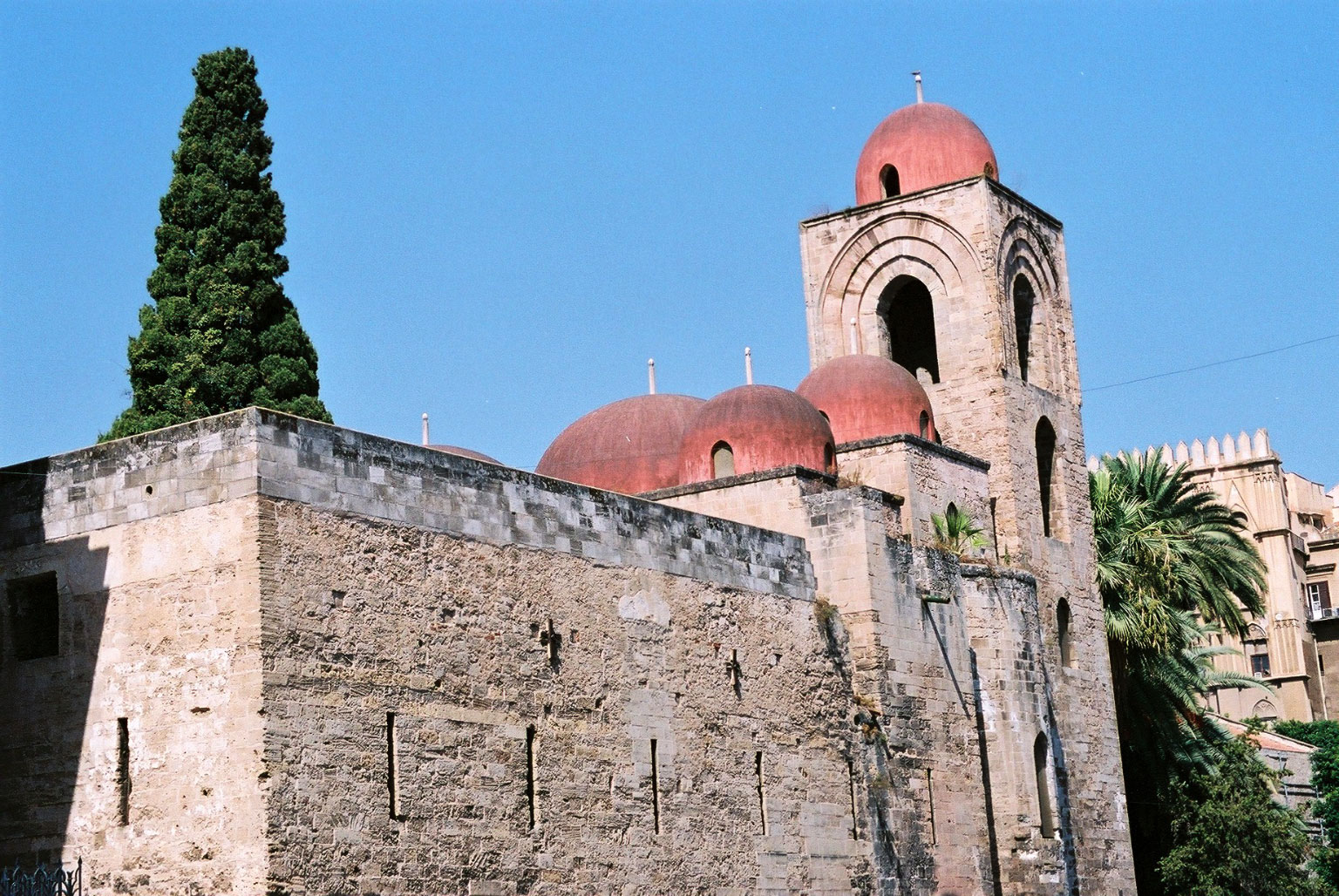
San Giovanni degli Eremiti, cúpulas rojas que muestran elementos de arquitectura árabe.

Los sarracenos del norte de África, a partir del siglo VIII, iniciaron ataques cada vez más fuertes sobre Sicilia, conquistando y fundando en la isla el emirato de Sicilia entre los años 827 y 902. Para el año 826, Eufemio el comandante de los bizantinos asesinó a su esposa en Sicilia y forzó a una monja a casarse con él. El emperador Miguel II tomó cartas en el asunto y ordenó que el general Constantino acabara con el matrimonio y decapitase a Eufemio. Eufemio se alzó, mató a Constantino y luego ocupó Siracusa; él a su vez fue derrotado y expulsado al Norte de África.
Ofreció el gobierno de Sicilia a Ziyadat Alá el emir aglabí de Túnez a cambio de un lugar como general y seguridad; fue enviado un ejército musulmán de árabes, bereberes, españoles de al-Ándalus (que entonces era una región islámica), cretenses y persas. La conquista fue un asunto de subibaja y se encontró con mucha resistencia. Les llevó más de un siglo conquistar la Sicilia bizantina. Siracusa resistió durante mucho tiempo, Taormina cayó en 902, y toda Sicilia fue con el tiempo conquistada por los árabes en 965.

### Sicilia árabe (965-1072)

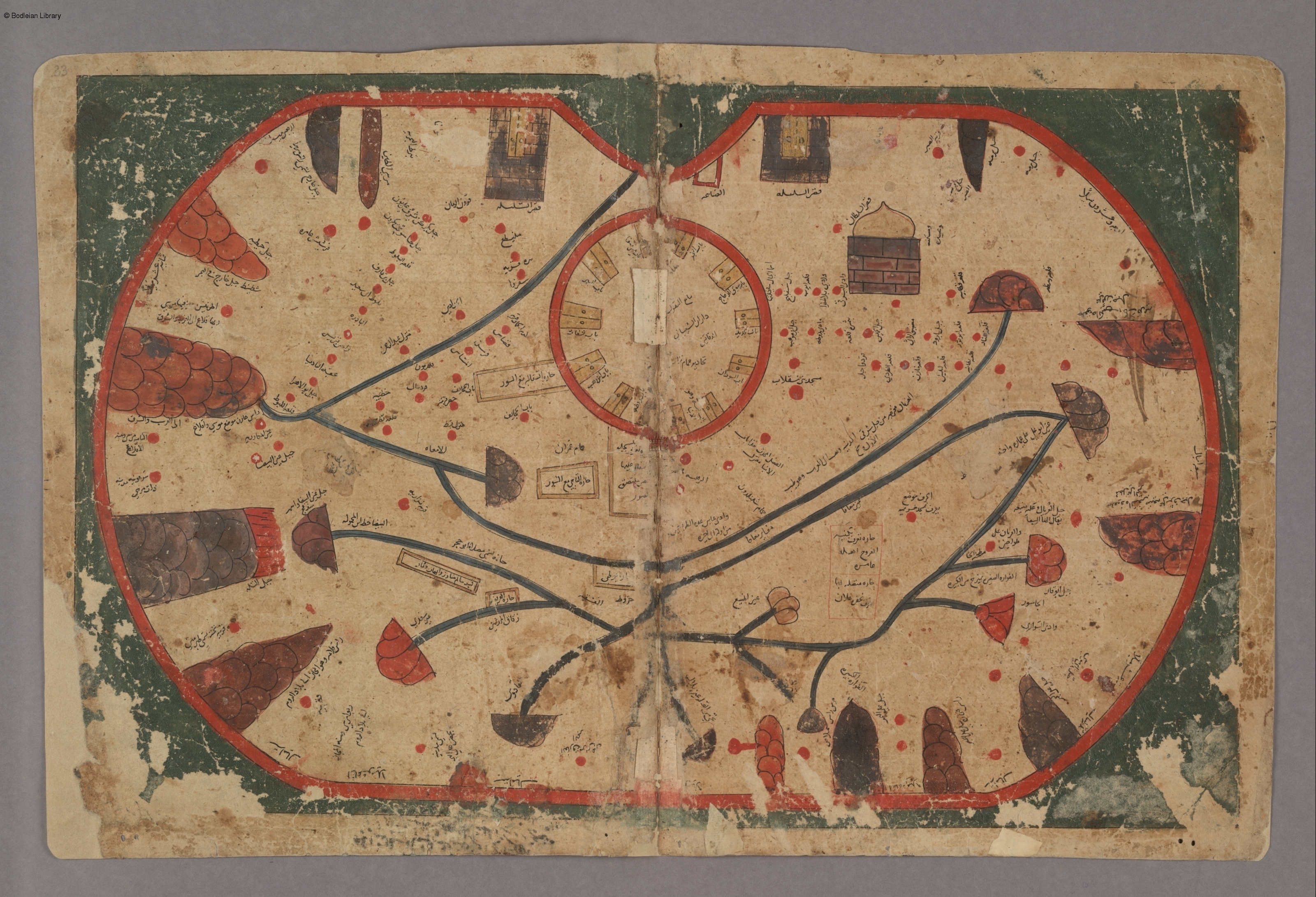
Mapa árabe de Sicilia, copia de un original que debió ser dibujado durante la conquista normanda de la isla en 1069 - 1072.

Los árabes iniciaron reformas de la tierra que a su vez, incrementaron la productividad y animaron el crecimiento de los minifundios, algo que hizo mella en el predominio del latifundio. Los árabes mejoraron los sistemas de irrigación. Ibn Hawqal, un mercader árabe que visitó Sicilia en el año 950, dejó una descripción de Palermo. Un suburbio amurallado llamado el Al-Kasr (alcázar, "el palacio") es el centro de Palermo hasta la actualidad, con la gran mezquita de los viernes en el lugar donde luego se alzó la catedral románica. El suburbio de Al-Khalisa (Kalsa) contenía el palacio del sultán, baños, una mezquita, oficinas gubernamentales y una prisión privada. Ibn Hawqal calculó que había 7.000 carniceros individuales que comerciaban en 150 tiendas.
A través de este reino, las revueltas de los sicilianos bizantinos siguieron ocurriendo, especialmente en el este, y partes de la isla fueron ocupadas de nuevo antes de ser aplastada. Llevaron a Sicilia productos agrícolas como las naranjas, limones, pistachos y la caña de azúcar. Bajo el gobierno árabe la isla se distribuyó en tres regiones administrativas, o "Vals", que se corresponden aproximadamente con los tres "puntos" de Sicilia: Val di Mazara en el oeste; Val Demone en el noreste; y Val di Noto en el sudeste.
Como dhimmis, los cristianos nativos tuvieron libertad religiosa, pero tenían que pagar tributo (yizia), y tenían limitadas sus actividades, vestido y capacidad para participar en los asuntos públicos. Muchas iglesias fueron convertidas en mezquitas y se establecieron severas limitaciones en muestras públicas de cristianismo. El emirato de Sicilia empezó a fragmentarse conforme las querellas intra-dinásticas fracturaron el régimen musulmán. En esta época hubo también una presencia minoritaria judía.
Para el siglo XI, las potencias de la Italia meridional del continente contrataron a los mercenarios normandos, quienes conquistaron Sicilia a los árabes bajo Roger I. Después de tomar Apulia y Calabria, ocupó Mesina con un ejército de 700 caballeros. En 1068, Roger triunfó en Misilmeri, pero la batalla más crucial fue el asedio de Palermo, que en 1072 llevó a que Sicilia pasara a control normando.

### Reino de Sicilia

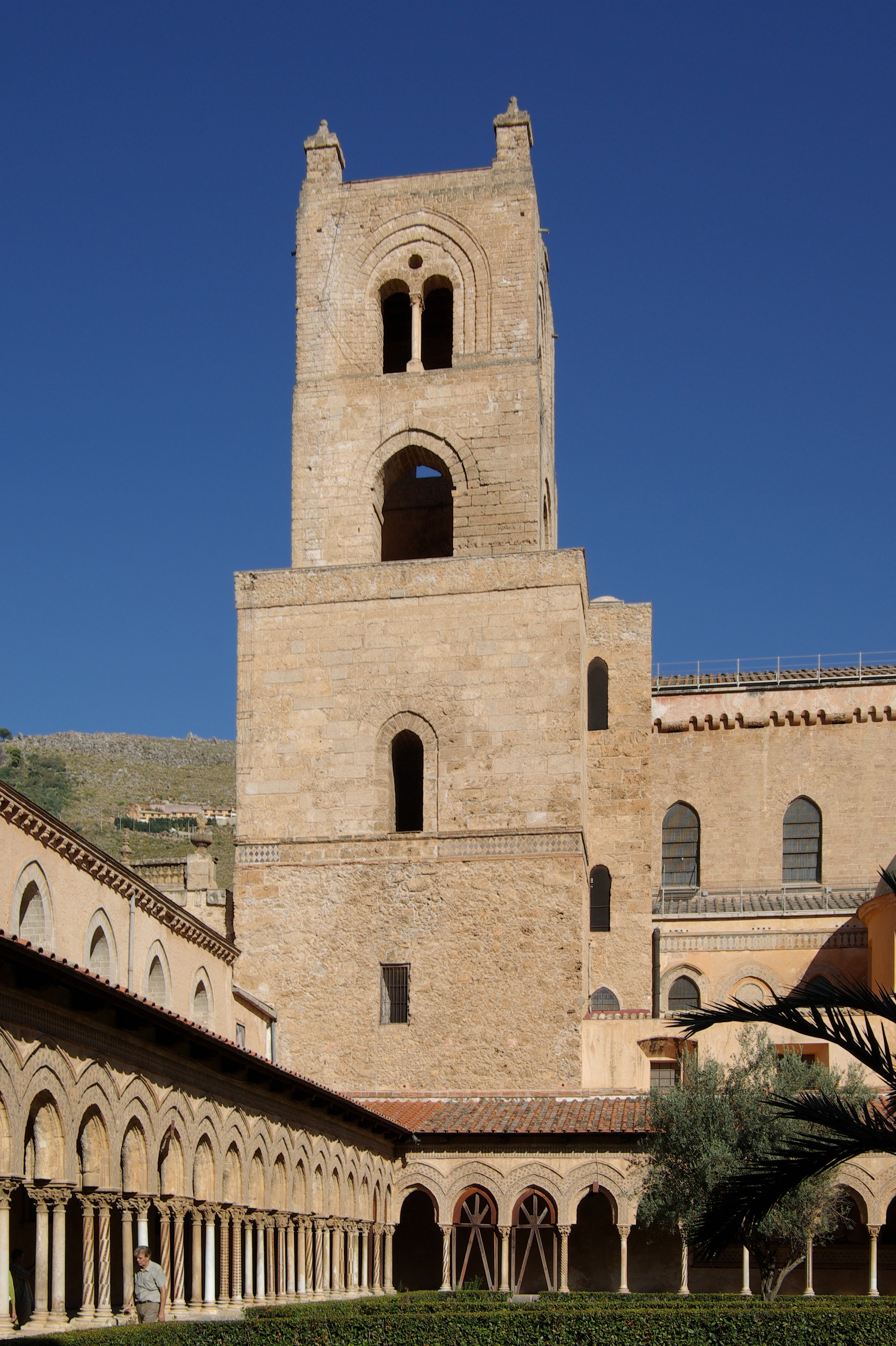
Una de las torres de la catedral de Monreale.

Palermo siguió siendo la capital bajo los normandos. El hijo de Roger, Roger II, habiendo sucedido a su hermano Simón de Sicilia como Conde de Sicilia, fue capaz de incrementar el estatus de la isla al de reino en el año 1130, junto con sus otras propiedades que incluían el ducado de Apulia y Calabria y el archipiélago maltés. Durante este período el reino de Sicilia era próspero y políticamente poderoso, convirtiéndose en uno de los estados más ricos de toda Europa; incluso más rico que el reino de Inglaterra.
Significativamente, inmigrantes de la Italia septentrional, Campania, Europa del Norte y Francia llegaron durante este período. Lingüísticamente, la isla se latinizó. En términos eclesiásticos, se haría completamente católica; previamente, bajo los bizantinos, había sido más ortodoxa.
Después de un siglo la dinastía normanda Altavilla se extinguió; la última descendiente directa y heredera de Roger, Constanza, se casó con el emperador Enrique VI. En el año 1194, el emperador Enrique, tras un primer intento fallido en 1191, logró el trono de Sicilia tras conquistarla. Esto llevó a que la corona de Sicilia pasara a la dinastía Hohenstaufen, que eran alemanes de Suabia. El conflicto entre los Hohenstaufen y el Papado llevó a que en el año 1266 el papa Inocencio IV coronase al príncipe francés Carlos, conde de Anjou y Provenza, como el rey tanto de Sicilia como de Nápoles. En 1265, el Papa le concedió el reino de Sicilia. Al año siguiente, partió hacia el sur, y derrotó a Manfredo en la batalla de Benevento. 
A fuerte oposición a la oficialidad francesa, debido al maltrato y a los impuestos, llevó a los pueblos locales de Sicilia a alzarse, liderando en el año 1282 una insurrección conocida como las Vísperas sicilianas, durante la cual mataron a casi toda la población francesa de la isla.
Durante la guerra los sicilianos se volvieron a Pedro III de Aragón, yerno del último rey Hohenstaufen, en apoyo después de ser rechazados por el Papa. Pedro obtuvo el control de Sicilia de los franceses, aunque los franceses conservaron el control del Reino de Nápoles. La Sicilia insular quedó bajo dominio aragonés, mientras que la Sicilia continental formará el Reino de Nápoles bajo dominio angevino. 

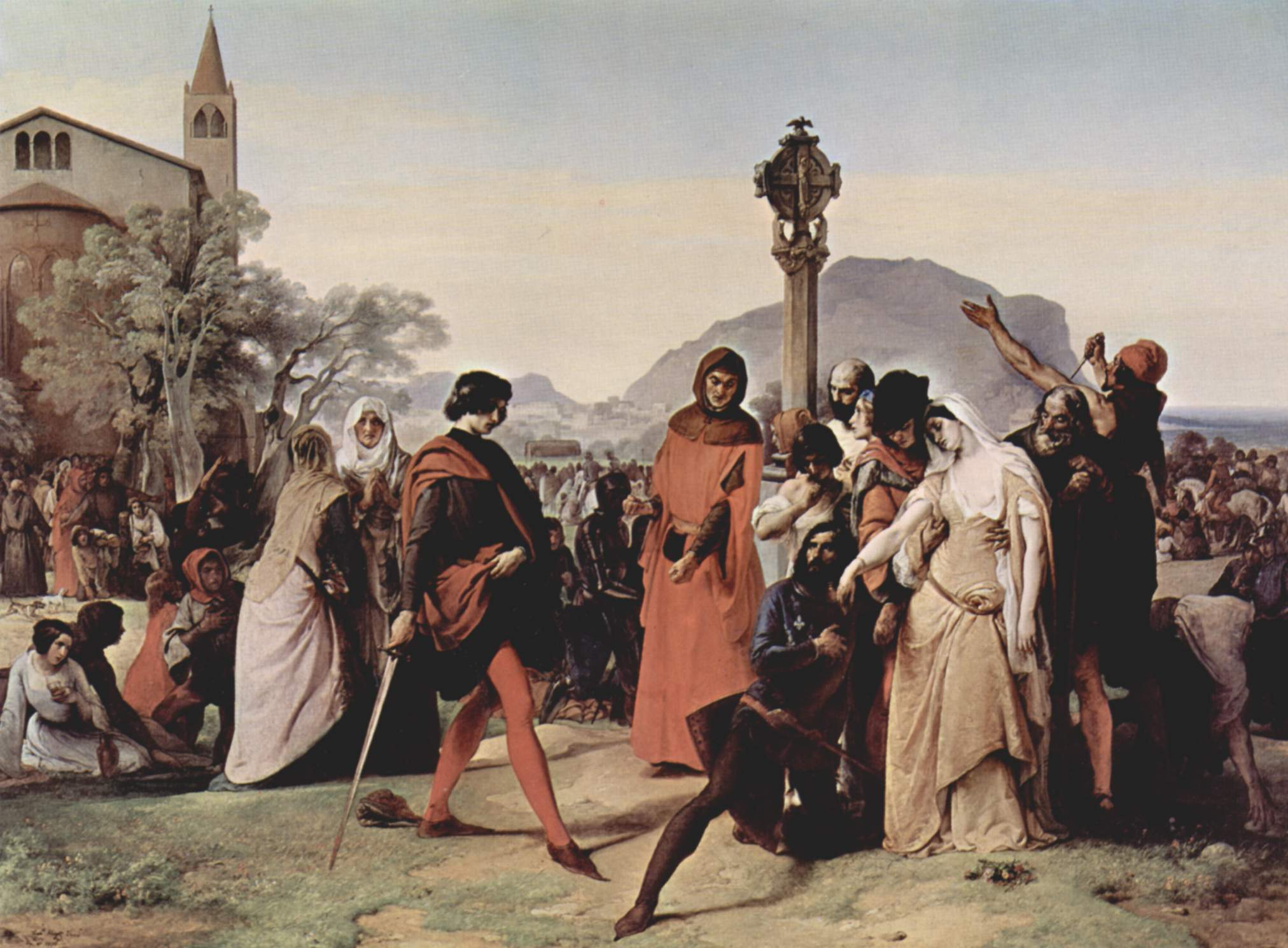
Representación de las Vísperas sicilianas.

A la muerte de Pedro, pasó a su hijo Jaime. Cuando Jaime fue llamado al trono aragonés, a la muerte de su hermano Alfonso III, quedó nuevamente la isla unida a Aragón. No obstante, por el tratado de Anagni se devolvía Sicilia a los angevinos a cambio de que se quedasen con Cerdeña. Los sicilianos, descontentos con esta perspectiva, eligieron rey a Federico, hijo menor del rey Pedro y que era lugarteniente general del reino. En agosto de 1302 se firmó el Tratado de Caltabellotta, por el que Federico fue reconocido como rey de Trinacria (en esa época el nombre de Sicilia no se utilizaba). Así la isla quedaba en poder de una rama secundaria de la familia real aragonesa, mientras que Carlos II fue reconocido como el rey de Nápoles por el papa Bonifacio VIII.
En octubre de 1347, en Mesina, Sicilia, la Peste Negra llegó por vez primera a Europa.
Sicilia fue gobernada como un reino independiente por parientes de los reyes de Aragón hasta el año 1409. Federico III, rey de Sicilia, casó a su hija María con Martín el Joven, hijo del aragonés Martín I. Como consecuencia de ello, a la muerte sin sucesión legítima de Martín el Joven, Martín el Humano se coronó rey de Sicilia en el año 1409, reuniéndose de nuevo Sicilia y la Corona de Aragón. A ello se añadió, en 1442, la conquista de Nápoles por parte del rey Alfonso V el Magnánimo. No obstante, al morir Alfonso V (1458) Nápoles se independizó y Sicilia siguió unida a Aragón.

## Edad Moderna

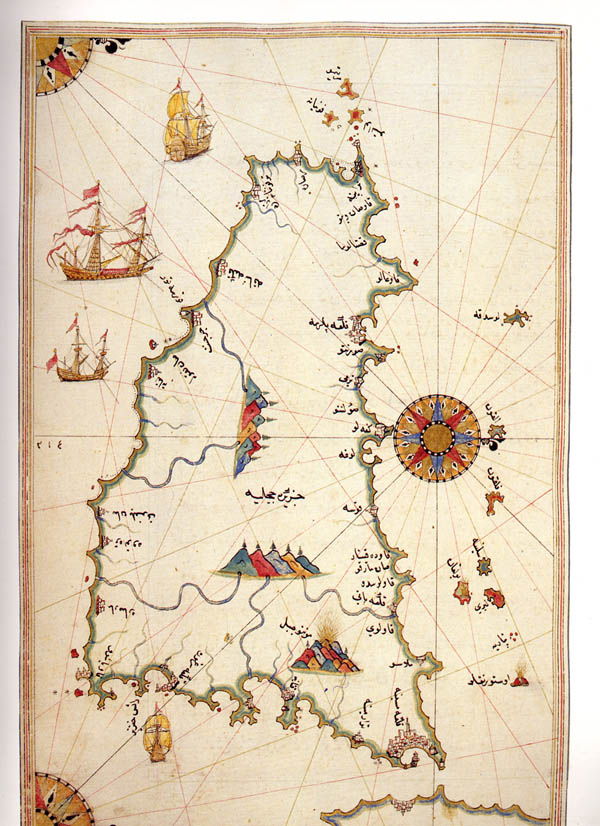
Mapa de Sicilia de principios del, en el atlas náutico del turco Piri Reis.

A partir de 1492, Fernando II de Aragón centró su actividad en la tradicional expansión aragonesa hacia oriente. En Italia, para oponerse al intento francés de anexionarse el Reino de Nápoles y Sicilia, organiza la Liga Santa (1495), su primer gran éxito diplomático internacional. Expulsó a la dinastía reinante de los Reinos de Nápoles y de Sicilia y, en 1504, a los franceses, con lo que Nápoles se sumó a las posesiones de la corona. Mantuvo dos virreinatos diferentes, uno para Sicilia y otro para Nápoles.

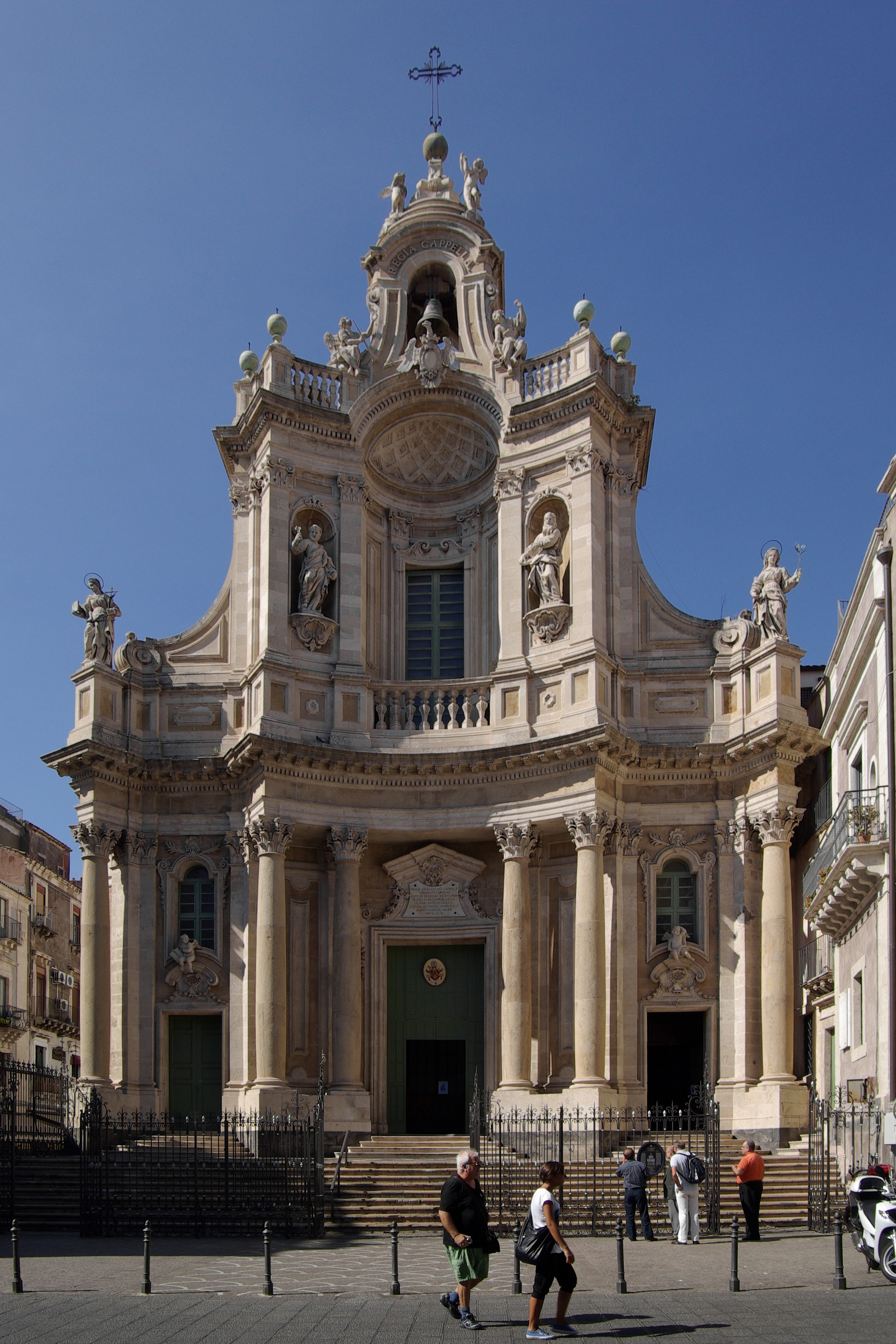
Barroco siciliano en Catania.

La isla se vio afectada por dos terremotos muy serios en el este tanto en 1542 como en 1693, justo unos pocos años antes del último terremoto la isla se vio afectada por una feroz peste. Se ha calculado que el terremoto de 1693 mató a 60.000 personas. Hubo revueltas durante el siglo XVII, pero fueron aplastadas con fuerza significativa especialmente las revueltas de Palermo y Mesina. Los ataques piratas desalentaron el asentamiento a lo largo de la cosa hasta el siglo XIX.
La situación de Sicilia como un virreinato más de la monarquía hispánica continuó hasta el año 1713. Con ocasión de la guerra de Sucesión española, el nuevo rey francés de España, Felipe V entregó en el tratado de Utrecht la isla al duque de Saboya, Víctor Amadeo II, a título de rey. No obstante, en el año 1720 cambió Sicilia por Cerdeña, y la isla quedó en manos del emperador austriaco, Carlos VI. Mientras los austriacos estaban preocupados con la guerra de Sucesión polaca, un príncipe borbón, Carlos, hijo de Felipe V de España fue capaz de conquistar Sicilia y Nápoles. Cuando Carlos asumió el título de rey de España dejó ambos reinos a su hijo, Fernando de Borbón, quien asumió el trono. La Sicilia fue capaz de permanecer como un reino independiente bajo la unión personal, mientras los borbones gobernaban desde Nápoles.

## Edad Contemporánea
El advenimiento del Primer Imperio francés de Napoleón Bonaparte significó que Nápoles fue tomada tras la batalla de Campo Tenese y se instauraron reyes de Nápoles bonapartistas. El borbón rey Fernando en 1805 se vio obligado a retirarse a Sicilia que aún controlaba totalmente gracias a la ayuda de la protección naval británica. Después de esto Sicilia se vio implicada en las guerras napoleónicas, después de las guerras Fernando en 1815 volvió a Nápoles. Los reinos de Sicilia y de Nápoles se unieron formalmente en 1816 como Reino de las Dos Sicilias bajo los Borbon-Dos Sicilias. Grandes movimientos revolucionarios acontecieron en Palermo en los años 1820 y 1848 contra el gobierno borbón con Sicilia buscando su independencia; en la segunda, la revolución de 1848 resultó triunfadora y como consecuencia de ello se abrió un período de independencia para Sicilia, con su propio gobierno y su propio parlamento.

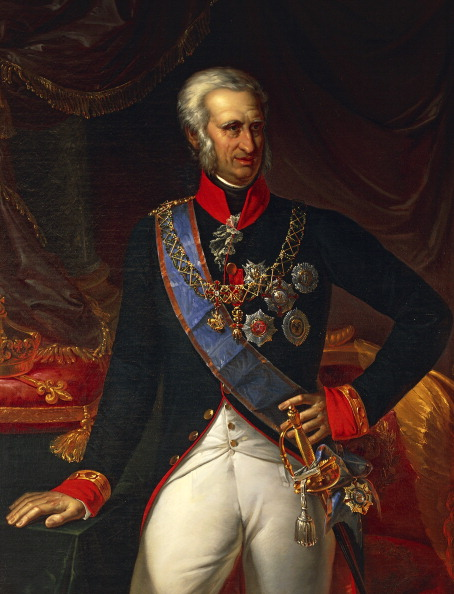
Fernando I de las Dos Sicilias.

En 1860, como parte del risorgimento, la expedición de los Mil liderada por Giuseppe Garibaldi desembarcó en Sicilia, en Marsala, y en el collado de Pianto romano, cerca de Calatafimi, derrotó el 15 de mayo a los borbones. Los sicilianos, animados por las promesas de Garibaldi de una república italiana e igualdad para los sicilianos, se le unieron en la toma del sur de la península Italiana. La marcha de Garibaldi fue finalmente completada con el asedio de Gaeta, donde se expulsó a la última resistencia borbón y Garibaldi anunció su dictadura en nombre de Víctor Manuel II. Sicilia se convirtió entonces en parte del reino de Italia (1861). Desde entonces, la historia siciliana ha estado vinculada estrechamente a la de Italia. Con la imposición de una monarquía, los sicilianos no tuvieron ni la república prometida, ni la igualdad, puesto que las posiciones importantes en la política, lo judicial y temas policiales se adoptaban en la Italia septentrional. Una revuelta anti-saboyana en busca de la independencia siciliana surgió en el año 1866 en Palermo; fue aplastada brutalmente por los italianos en una semana.
Giuseppe Tomasi di Lampedusa escribió en su libro El gatopardo que los sicilianos vieron la unificación de Italia como una conquista del sur por el norte. Decayó la economía de Sicilia y del más amplio mezzogiorno, lo que llevó a una ola de emigración sin precedente. Organizaciones de trabajadores y campesinos conocidos como los Fasci Siciliani, que eran grupos de izquierdas y separatistas, se alzaron y provocaron que el gobierno italiano impusiera la ley marcial de nuevo en el año 1894. El terremoto de Mesina de 1908 mató a más de 80.000 personas.
La Mafia, una confederación de redes de crimen organizado, emergió a mediados del siglo XIX inicialmente en el papel de fuerzas privadas alquiladas para proteger la propiedad de los terratenientes y comerciantes de los grupos de bandidos (briganti) que frecuentemente saquearon el campo y las ciudades. El régimen fascista comenzó suprimiéndolos en los años veinte con considerable éxito. Ocupada por los nazis durante la Segunda Guerra Mundial, Sicilia fue elegida por los Aliados para atacar Europa, en la operación conocida generalmente como Desembarco de Sicilia, en 1943. Para preparar la invasión de Sicilia, los aliados revitalizaron la Mafia para que los ayudase. La invasión de Sicilia contribuyó a la crisis del 25 de julio; en general los aliados victoriosos eran cálidamente abrazados por la población siciliana.
Italia se convirtió en República en 1946 y como parte de la Constitución de Italia, Sicilia se constituyó como una de las cinco regiones de estatuto especial. Tanto la reforma agraria parcial italiana como los fondos especiales de la gubernamental Cassa per il Mezzogiorno (Caja para el Sur) de 1950 a 1984, ayudó a que mejorase la economía siciliana, aunque continuó la imposición por los septentrionales de importantes posiciones administrativas.